# Starý Kolín

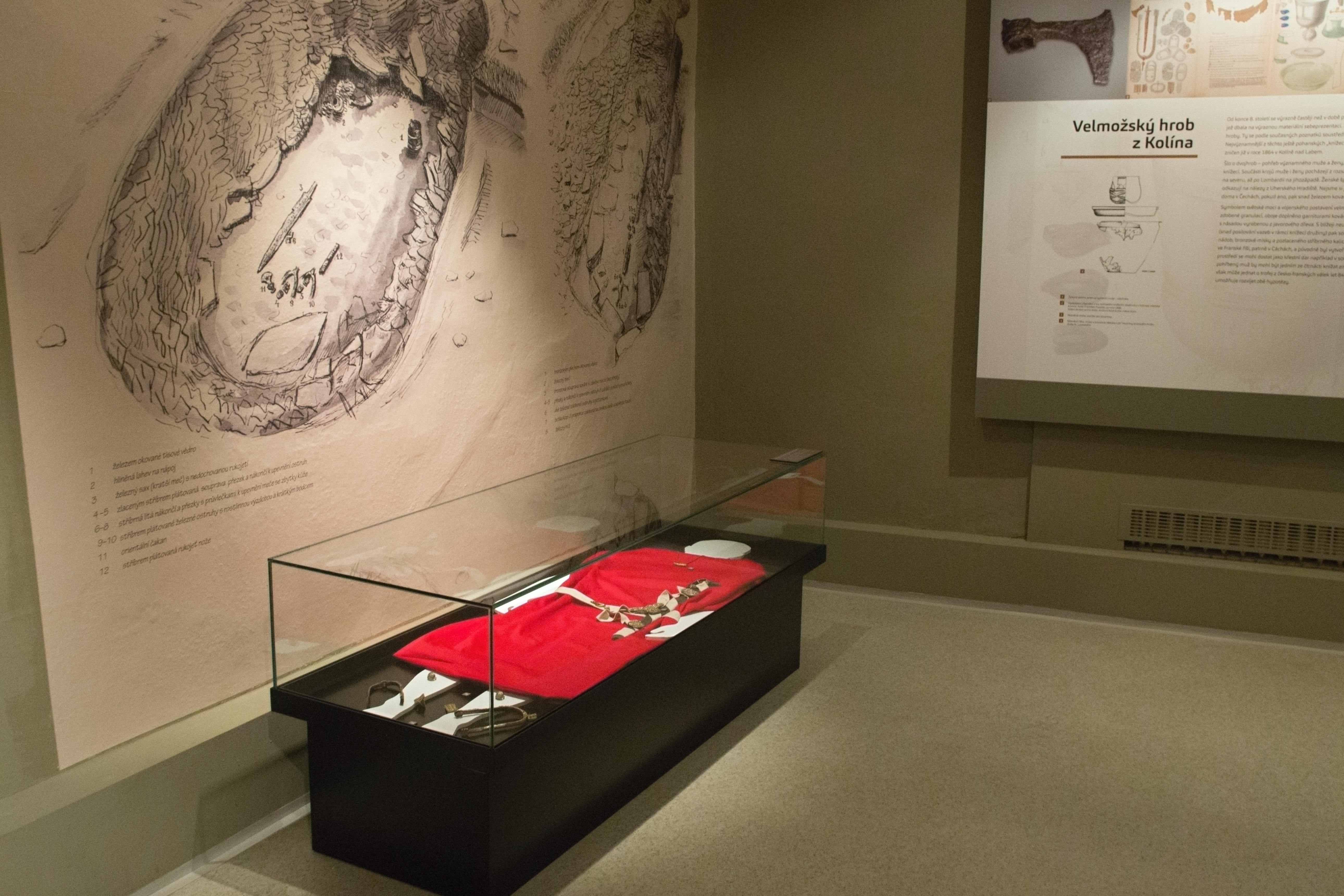
Exposition entre les tribus et l'État. Tombe de Velmožský (double tombe) de Kolín, 850-900

Starý Kolín (en allemand : Alt Kolin) est une commune du district de Kolín, dans la région de Bohême-Centrale, en République tchèque. Sa population s'élevait à 1 639 habitants en 2020.

## Géographie
Starý Kolín se trouve à 6 km au sud-ouest de Týnec nad Labem, à 7 km à l'est-sud-est de Kolín et à 63 km à l'est de Prague.
La commune est limitée par Tři Dvory, Konárovice et Veletov au nord, par Svatý Mikuláš à l'est, par Nové Dvory, Hlízov et Libenice au sud, et par Nebovidy et Kolín à l'ouest.

## Histoire
La première mention écrite de la localité date de 1267.

## Administration
La commune se compose de deux quartiers :
- Starý Kolín
- Bašta

## Transports
Par la route, Starý Kolín se trouve à 8 km de Kolín, à 9 km de Týnec nad Labem et à 78 km de Prague.